# Allotropa meridionalis
Allotropa meridionalis är en stekelart som beskrevs av Juan Brèthes 1913. Allotropa meridionalis ingår i släktet Allotropa och familjen gallmyggesteklar. Inga underarter finns listade i Catalogue of Life.